# ゾラン・プラニニッチ
ゾラン・プラニニッチ（Zoran Planinić、1982年9月12日 - ）は、クロアチアのプロバスケットボール選手。ロシア男子プロバスケットボールリーグ1部スーパーリーグAの名門CSKAモスクワに所属している。ユーゴスラビアボスニア・ヘルツェゴビナヘルツェゴビナ＝ネレトヴァ県モスタル出身。ポジションはポイントガード、シューティングガード。201cm、88kg。

## 来歴

### 欧州時代
ユーゴスラビアボスニア・ヘルツェゴビナのモスタルで生まれる。

1999年、リスボンで開催されたジュニア世界選手権に16歳ながらU-19クロアチア代表に選ばれ参加。銅メダル獲得。

同年シボナ・ザグレブの下部組織からBenston Zagrebに1年間(1999-2000)レンタル移籍。そこでトップチームに昇格し、17歳でプロデビュー。
2000年夏、17歳の時、ジュニア欧州選手権にU-18クロアチア代表の一員として参加。決勝戦でフランスに敗れるものの銀メダル獲得

2000-2001シーズンは再びシボナ・ザグレブに戻り、トップチームでプレイ。18歳にしてこのクロアチアリーグのシーズンMVPを受賞。

2001年、18歳でU-20クロアチア代表に選ばれさいたま市で開催されたヤングメン世界選手権に参加。銀メダル獲得。

### NBA時代
2003年のNBAドラフトでニュージャージー・ネッツから1巡目全体22位で指名され、入団。

### 欧州時代
2006年、スペイン男子プロバスケットボールリーグ1部リーガACBの名門タウ・セラミカと契約。2006年、2007年と2年連続でスーペル・コパで優勝。2007-2008シーズンにはACBファイナルを制し、シーズン王者に輝く。
2008年6月25日、ロシア・スーパーリーグの名門CSKAモスクワと2年間の契約にサインした。

## クロアチア代表
2005ユーロバスケットや2007ユーロバスケットに参加。2007ユーロバスケットでは6位に入り、世界最終予選の切符を勝ち取る。北京五輪世界最終予選では全勝でクロアチア代表をアトランタ五輪以来12年ぶりとなるオリンピック出場へ導いた。

2008年、北京オリンピックに参加。